# Glosator
Učenjaki pravnih šol 11. in 12. stoletja v Italiji, Franciji in Nemčiji so opredeljeni kot glosatorji v posebnem smislu. Študirali so rimsko pravo na podlagi Digesta seu Pandectae, Justinijanovega zakonika, Authenticuma (skrajšan latinski prevod izbranih Justinijanovih konstitucij, ki je bil po uveljavitvi Kodeksa razglašen v grščini in se zato imenuje Novellae Constitutiones) in njegovega pravnega priročnika Institutiones Iustiniani, zbrani skupaj v Corpus juris civilis. (Ta naziv je sam po sebi le izum tiskarjev iz 16. stoletja.) Njihovo delo je podedovana starodavna besedila spremenilo v živo tradicijo srednjeveškega rimskega prava.
Glosatorji so izvedli podrobne študije besedila, ki so privedle do zbirk razlag. Za svoje delo so uporabljali metodo preučevanja, ki je Rimljani sami niso poznali, in vztrajali, da so protislovja v pravnem gradivu le navidezna. Vire so skušali uskladiti v prepričanju, da za vsako pravno vprašanje obstaja le eno zavezujoče pravilo. Tako so se teh pravnih virov lotili na dialektičen način, kar je značilnost srednjeveške sholastike. Včasih so morali iznajti nove koncepte, ki jih rimsko pravo ne pozna, kot je polovični dokaz (dokaz, ki ni popoln dokaz, vendar ima določeno moč, kot je ena sama priča). V drugih srednjeveških disciplinah, na primer v teologiji in filozofiji, so bile narejene tudi glose na glavnih merodajnih besedilih.
V grškem jeziku γλῶσσα (glossa) pomeni »jezik«. Prvotno je bila beseda uporabljena za označevanje razlage neznane besede, vendar se je njen obseg postopoma razširil na bolj splošen pomen »komentar«. Glosatorji so pisali ob robovih starih besedil (glosa marginalis) ali med vrsticami (glosa interlinearis - medvrstične glose). Kasneje so jih zbrali v velike zbirke, ki so jih najprej prepisovali kot ločene knjige, a tudi hitro zapisali na robove pravnih besedil. Srednjeveški prepisovalci v Bologni so razvili tipično pisavo za izboljšanje čitljivosti glavnega besedila in glos. Tipična bolonjska pisava se imenuje Littera Bononiensis.
Accursiusova Glossa Ordinarie, zadnja standardna redakcija teh glos, vsebuje približno 100.000 glos. Accursius je desetletja delal na tej nalogi. Kritične izdaje njegovih glos ne obstaja.
V starejšem zgodovinopisju srednjeveškega učnega prava se je razvilo mnenje, da je potem, ko se je standardna glosa uveljavila, začela glosatorje prevzemati generacija tako imenovanih komentatorjev. Pravzaprav so tudi zgodnjesrednjeveški pravni učenjaki pisali komentarje in predavanja, vendar je bilo njihovo glavno prizadevanje pravzaprav ustvarjanje glos.
Večina starejših glos je dostopnih samo v srednjeveških rokopisih: sodobne izdaje obstajajo le za nekaj rokopisov. Glavne zbirke mikrofilmov glosiranih pravnih rokopisov so na Inštitutu Maxa Plancka za evropsko pravno zgodovino v Frankfurtu na Majni, na univerzah v Münchnu, Würzburgu, Milanu, Leydnu in Berkeleyju.

## Ljudje
- Irnerius
- Štirje doktorji Bologne
  - Bulgarus
  - Martinus Gosia
  - Jacobus de Boragine
  - Hugo de Porta Ravennate
- Placentinus
- Azo Bolonjski
- Accursius
- Franciscus Accursius
- Joannes Bassianus
- Tancred Bolonjski
- Bernard Botone

## ZTunanje povezave
- Max-Planck-Institut für europäische Rechtsgeschichte, Frankfurt am Main
- Stephan Kuttner Institute for Medieval Canon Law, Munich
- Robbins Collection, School of Law, Boalt Hall, University of California at Berkeley
- The Roman Law Library by Professor Yves Lassard and Alexandr Koptev
- Glossator: Practice and Theory of the Commentary
- Gabor Hamza: Accursius és az európai jogtudomány kezdetei. /Accursius and the Beginnings of the European Jurisprudence/ Jogtudomanyi közlöny 54 /1999/ 171-175. p.